# Macrobrachium amazonicum
El camarón de río (Macrobrachium amazonicum) es una especie de crustáceo decápodo paleomónido integrante del género Macrobrachium. Habita en ambientes de agua dulce en el norte y centro de América del Sur.

## Distribución y hábitat
Este camarón se distribuye en la cuenca del Amazonas y por el sur también en la parte septentrional de la cuenca del Plata, en el sur de Brasil, Bolivia y Paraguay llegando por el sur hasta el nordeste de la Argentina.

## Características y costumbres
Esta especie posee un estómago sencillo, el que se compone de una cámara cardíaca y otra denominada pilórica, la cual exhibe paredes delgadas que conforman un bolso con numerosos repliegues. A diferencia de otros camarones, esta especie no presenta estructuras calcáreas o quitinosas. Se presenta con 4 morfotipos diferentes; algunas poblaciones son muy grandes, como los que se crían para consumo humano, donde los ejemplares alcanzan los 16 cm. Esta especie de camarón tiene gran potencial para ser explotado en emprendimientos acuícolas.
Puede producir varias puestas por año. De los huevos eclosionan ejemplares que muestran características similares al adulto, aunque de tamaño pequeño.

## Taxonomía
Esta especie fue descrita originalmente en el año 1862 por el zoólogo austríaco, especializado en crustáceos, Camill Heller.